# 24 sata
24 sata es una película antológica croata de drama criminal del año 2002, fue dirigida por Kristijan Milić y Goran Kulenović. La película se compone de dos segmentos, Sigurna kuća, dirigida por Kristijan Milić, y Ravno do dna, dirigida por Goran Kulenović.

## Sinopsis
Consta de dos historias. La primero, titulado Sigurna kuća, muestra cómo un delincuente que, como testigo penitente, pretende acusar a sus compañeros provoca discordia entre los policías corruptos que lo custodian. El segundo, titulado Ravno do dna, muestra a varios amigos matando accidentalmente a un oficial de policía e intentando sacar su cuerpo.

## Reparto
- Marinko Prga como Đuro (segmento "Sigurna kuca")
- Hrvoje Kečkeš como Tom
- Kristijan Topolovec como Mali (segmento "Sigurna kuca")
- Janko Rakos como Jura
- Robert Roklicer como Pele (segmento "Sigurna kuca")
- Lucija Šerbedžija como Vanja
- Igor Stiković como Nikola
- Sven Šestak como Spiro
- Thomas Krstulovic como Polícia con arma
- Bojan Navojec como Žiga
- Rene Bitorajac como Maki
- Ivanka Boljkovac como La mamá de Tom
- Dražen Cucek como Truli
- Ivka Dabetić como La abuela de Trulli
- Franjo Dijak como Deni
- Mila Elegovićc como La esposa de Žiga
- Tarik Filipović como Žuti
- Mičel Forko como Policía con un Kalashnikov